# Леополд Фугер фон Кирхберг-Вайсенхорн
Леополд Фугер фон Кирхберг-Вайсенхорн (на немски: Leopold Fugger Graf zu Kirchberg und Weissenhorn; * 15 ноември 1620 в Аугсбург; † 14 август 1662 във Васербург) е граф от род Фугер-Кирхберг-Вайсенхорн от линията „от Лилията“ (фон дер Лилие), господар на Веленбург (в Аугсбург), Васербург на Боденското езеро и други.
Той е син на граф Хиронимус Фугер фон Кирхберг-Вайсенхорн-Веленбург (1584 – 1633) и съпругата му графиня Мария Фугер (1594 – 1635), дъщеря на Кристоф Фугер фон Кирхберг-Вайсенхорн (1566 – 1615) и графиня Мария фон Шварценберг (1572 – 1622). Майка му Мария Фугер се омъжва втори път 1634 г. за Паул цу Шпаур и Флавон.
През 1592 г. графовете Фугер фон Кирхберг и Вайсенхорн цу Бабенхаузен купуват Веленбург за 63 000 гулден от финансово затруднените „графове фон Монфор“. Между 1655 и 1664 г. под управлението на Фугерите във Васербург се провеждат преследвания на вещиците, при които най-малко 25 души стават жертва.
Леополд Фугер фон Кирхберг-Вайсенхорн умира на 41 години на 14 август 1662 г. във Васербург и е погребан във Васербург.
В дворец живее от 1595 г. до днес фамилията Фугер-Бабенхаузен.

## Фамилия
Леополд Фугер фон Кирхберг-Вайсенхорн се жени на 25 ноември 1651 г. в Ройте за графиня Мария Йохана Фугер фон Кирхберг-Вайсенхорн (* 29 ноември 1622; † 6 май 1658 в Ретенбах, погребана в Бос), дъщеря на дипломата граф Йохан Ернст Фугер фон Кирхберг-Вайсенхорн (1590 – 1639) и фрайин Маргарета фон Болвайлер († 1658). Те имат дъщеря и два сина:
- Мария Анна Терезия (* 12 юли 1655; † 3 септември 1701, Байхартинг), омъжена 1676 г. за граф Максимилиан Вилхелм фон Макселрайн-Хоенвалдек († 1701)
- Антон Йозеф (* 26 юни 1656, Ретенбах; † 26 януари 1694, погребан в Бибербах), женен на 5 октомври 1681 г. в Мюнхен за фрайин Мария Франциска фон Нойхауз († 1714 в Мюнхен)
- Франц Йоахим (* 11 март 1658; † 15 август 1685), женен I. на 8 януари 1679 г. в Аугсбург за графиня Мария Франциска Евзебия Фугер (* 8 ноември 1649; † 1679), II. 1680 г. за графиня Мария Фелицитас Елизабет фон Лодрон (* 1650; † 1721)

Леополд Фугер фон Кирхберг-Вайсенхорн се жени втори път 1661 г. за Мария Анна фон Хундбис цу Валтрамс († 1694). Бракът е бездетен.